# Al Yalayis
Al Yalayis (in arabo اليلايس ‎?) è una comunità dell'Emirato di Dubai, negli Emirati Arabi Uniti. Amministrativamente fa parte del Settore 9 e si trova nella zona centrale di Dubai.

## Territorio
Il territorio della comunità occupa una superficie di 44,7 km² che si sviluppa in un'area non urbana nella zona centrale di Dubai, nella zona compresa fra la Emirates Road (E 611) e la Lehbab Road (E 77). IL territorio è attraversato dalla Al Qudra Street (D 63).
Al Yalayis è suddivisa in quattro comunità:
- Al Yalayis 1 (codice comunità 921), nella zona settentrionale;
- Al Yalayis 2 (codice comunità 922), nella zona centro-occidentale;
- Al Yalayis 3 (codice comunità 923), nella zona sud-orientale;
- Al Yalayis 4 (codice comunità 924), nella zona centro-meridionale
- Al Yalayis 5 (codice comunità 925), nella zona sud-occidentale.

Il territorio è per una buona parte desertico e gli insediamenti sono concentrati nelle aree di Al Yalayis 1 e 2:
- Mira. È un progetto di sviluppo residenziale di Emaar Properties che riguarda un'area di circa 130 ettari nella zona occidentale di Al Yalayis 1, presso la Al Qudra Street. Il progetto è stato avviato nel 2013 e completato nel 2017. Dispone di oltre 18.000 unità abitative costituite da ville singole e villette a schiera con 3 o 4 camere da letto. All'interno dell'area si trova un punto vendita Spinneys, una moschea, parchi comunitari e piste per jogging e ciclabili.[5]

- Mira Oasis. È un progetto di sviluppo residenziale di Emaar Properties che riguarda un'area di circa 88 ettari nella zona nord-occidentale di Al Yalayis 1, adiacente a Mira, presso l'intersezione fra la Al Qudra Street e la Emirates Road. Il progetto è stato completato nel dicembre 2019. dispone di oltre 1.300 case a schiera in configurazioni da 3 e 4 camere da letto. L'architettura delle abitazioni si ispira a stili contemporanei del 21º secolo. Il complesso dispone di una piscina, un centro benessere e un centro fitness, campi da golf e da tennis, campo da calcio e pattinaggio e piste ciclabili.[6]

- Town Square. È un progetto di sviluppo residenziale di NSHAMA che riguarda un'area di circa 300 ettari nella zona nord di Al Yalayis 2, presso l'intersezione fra la Al Qudra Street e la Emirates Road. LO sviluppo è stato avviato a marzo 2015 ed è tuttora in fase di sviluppo. NSHAMA ha previsto una durata per il completamento dell'intero progetto di 10 anni. Il complesso prevede 3.000 case a schiera e 18.000 appartamenti situati intorno ad un grande parco comunitario di circa 3 ettari. Lo sviluppo comprenderà anche un Vida Hotel di lusso con 180 camere e un cinema.[7]

In Al Yalayis 2 ha sede Mai Dubai, la più importante azienda di Dubai per la produzione di acqua in bottiglia, L'azienda è di proprietà della Dubai Electricity and Water Authority (DEWA), è stata fondata nel 2012 ed ha iniziato la produzione nel 2014. A febbraio 2015 l'impianto era in grado di produrre 207 milioni di bottiglie all'anno, e si prevedeva che la produzione potesse aumentare a 258 milioni di unità.
L'area non è attualmente servita dalla Metropolitana di Dubai. Esiste una linea di superficie (Bus J02) che collega Mira, Mira Oasis e 
Town Square, con Arabian Ranches, Dubai Studio City, Me'aisem e Al Barsha South.